# HD 140861
HD 140861，又名CD-3910157，SAO 226206、HR 5862，是一颗恒星，视星等为6.42，位于銀經335.68，銀緯11.23，其B1900.0坐标为赤經15h 40m 46.4s，赤緯-39° 11.23′ 55″。